# Der Arzt von St. Pauli
Der Arzt von St. Pauli ist ein deutscher Kriminalfilm von Rolf Olsen aus dem Jahr 1968.

## Handlung
Armenarzt Dr. Jan Diffring ist die gute Seele von Hamburg-St. Pauli, hilft schon mal bei kleinen Boxkämpfen von Freund Willi Nippes aus und rettet die junge Prostituierte Ingrid Castell, als sie auf offener Straße zusammengeschlagen wird. Während er von seinen Patienten geliebt wird, ist der Kontakt zu seinem eigenen Bruder Klaus gestört. Seit Jahren haben Jan und er nicht mehr miteinander gesprochen, blickt Frauenarzt Klaus doch auf die Arbeit seines Bruders herab. In Hamburg kommt der junge Matrose Hein Jungermann an. Er erwartet, dass ihn seine langjährige Geliebte Margot Rau abholt; doch sie ist verzogen, ohne eine Kontaktadresse zu hinterlassen. Stattdessen wartet die Nachmieterin von Margots Wohnung, Karin, auf Hein. Auf seiner Suche nach Margot nimmt Hein auch Kontakt zu Jan auf; doch auch dieser weiß nicht, wo Margot sich aufhält.
Klaus ist Frauenarzt und nimmt in seiner Klinik auch illegal Abtreibungen vor. Zudem ist er als Zulieferer neuer Mädchen in großem Stil an Sexpartys des Veranstalters Siegfried Gersum beteiligt. Dabei wählt er in der Regel attraktive Damen aus, die wegen einer Abtreibung zu ihm gekommen und daher an ihn gebunden sind. Auch Industriellengattin Elisabeth Langhoff sucht eine dieser Feiern auf, da Klaus ihr versprochen hat, dort nähere Details zur Abtreibung besprechen zu wollen. Als Elisabeth, die schnell erkennt, auf welche Feier sie geraten ist, gehen will, wird ihr ein Drogencocktail verabreicht, der sie willenlos macht. Wenig später schläft sie vor den Augen der Partygäste mit Klaus. Keiner der Anwesenden weiß, dass die ebenfalls eingeladene Margot auf der Feier heimlich fotografiert. Ein paar Tage danach erscheint Margot bei Elisabeth und zeigt ihr kompromittierende Bilder der Feier. Sie fordert eine hohe Summe, um im Gegenzug die Negative der Bilder zu liefern. Margot und ihr Kompagnon Helmut Weiher wollen so sämtliche Partygäste erpressen.
Hein erkennt Margot in ihrem Wagen. Er findet den Wagenhalter Helmut, der ihm Margots Aufenthaltsort verrät. Margot weist Hein ab, so habe sie keine Lust mehr gehabt, ständig auf ihn zu warten, sondern verdiene sich ihr Geld nun lieber mit bezahltem Sex. Hein verlässt wütend die Wohnung. Elisabeth sucht unterdessen Klaus auf, der auf die Nachricht der Erpressung sofort reagiert. Mit Siegfried stattet er Margot einen Besuch ab, fesselt und knebelt sie und durchsucht die Wohnung nach den Negativen. Er findet sie nicht. Margot wiederum erstickt am Knebel. Kurze Zeit später wird ihre Leiche aus dem Hafen gefischt. Nun übernimmt Helmut Margots Part und sucht Klaus auf. Er will für das Überlassen der Negative 30.000 Mark, was Klaus so nervös macht, dass er bei einer Abtreibung einen Fehler macht und die junge Frau auf dem Weg ins Krankenhaus stirbt. Klaus setzt den Killer Harry auf Helmut an, der diesen in dem Moment erdolcht, als Hein gerade mit ihm redet. Die gerufene Polizei sieht Hein vom Tatort fliehen und vermutet nun in ihm den Täter. Hein taucht bei Jan unter. Der beginnt nun, auf eigene Faust nach dem wahren Täter zu suchen. Willi Nippes findet heraus, dass die Toten in Verbindung mit einem Frauenarzt am Jungfernsteg standen. Am Ende bleibt nur Klaus als Verdächtiger übrig. Karin bietet sich als Lockvogel an und landet so auf einer der Sexpartys von Siegfried und Klaus. Jan holt sie heraus und rettet nebenbei auch Elisabeth Langhoff, die am Feierort gefangengehalten wurde.
Ingrid Castell, der Jan einst geholfen hatte, wird zufällig Zeuge, wie Harry den Auftrag erhält, Jan in die Mangel zu nehmen, vermuten Klaus und Siegfried doch, dass er die Negative an sich bringen konnte. Sie warnt ihn, kann jedoch nicht verhindern, dass Harry und seine Leute Jan, Karin und Hein in ihre Gewalt bringen und zu einem Autofriedhof verschleppen. Eine andere Prostituierte hat alles mitangesehen und eilt zu Willi Nippes, der die Männer von St. Pauli um sich schart und zum Schrottplatz eilt. Auch die Polizei hat inzwischen erfahren, dass Jan etwas zugestoßen ist, und begibt sich zum Schrottplatz. Hier wird Jan gefoltert, um das Versteck der Negative zu verraten. Unterdessen taucht die Polizei bei Klaus auf, der mit seiner Assistentin Gerda in Panik zu Siegfried flieht. Sie treffen ihn beim Packen an und Klaus erkennt, dass Siegfried mit Gerda fliehen und ihn seinem Schicksal überlassen will. Klaus erschießt Gerda und Siegfried und nimmt einen gepackten Geldkoffer an sich. Er begibt sich auf den Autofriedhof zu Harry und den Geiseln. Die Lage spitzt sich zu, als die Männer von St. Pauli unter der Leitung von Willi Nippes erscheinen. Sie blockieren am Ende die Fluchtwege vom Schrottplatz, und Harry und seine Kumpane werden gestellt oder von der eintreffenden Polizei erschossen. Jan, Karin und Hein konnten sich selbst befreien. Schließlich kommt es zur Konfrontation von Jan mit seinem Bruder Klaus. Klaus will mit dem Geld fliehen. Als er erkennt, dass Jan ihn nicht gehen lassen wird, erschießt er sich vor seinen Augen.
Einige Tage später ist Ruhe eingekehrt. Hein und Karin wollen heiraten, Willi will sesshaft werden und Jan geht wie immer seiner Arbeit als Arzt von St. Pauli nach.

## Produktion
Der Arzt von St. Pauli wurde vor allem in Hamburg gedreht. Die Kostüme schuf Hildegard Bürger, die Filmbauten stammten von Günter Kob. Der Film hatte am 20. September 1968 im Nürnberger Lufi Premiere, im Februar 2006 erschien er auf DVD.

## Kritik
Der film-dienst befand, dass der Film „voller Klischees und Unglaubwürdigkeiten“ sei sowie „einfältig und mit aufgesetzter Scheinmoral inszeniert“ wurde. „Prima Kiezkolorit, aber flache Story“, fasste Cinema zusammen. Der Evangelische Film-Beobachter zog folgendes Fazit: „Die interessante Konstellation zweier verschiedenartiger Brüder […] blieb leider in den guten Ansätzen stecken und erstickte in lauter Klischees, platten Vordergründigkeiten und unglaubwürdigem Handlungsablauf. Der von Dieter Borsche dargestellte Pfarrer ist in der Anlage völlig verzeichnet.“

## Auszeichnung
Der Arzt von St. Pauli gewann 1969 die Goldene Leinwand für drei Millionen Kinobesucher.